# Philautus cornutus
Espèce
Synonymes
- Ixalus cornutus Boulenger, 1920

Statut de conservation UICN

 EN  : En danger
Philautus cornutus est une espèce d'amphibiens de la famille des Rhacophoridae.

## Répartition
Cette espèce est endémique du volcan Kerinci à Sumatra en Indonésie,.

## Publication originale
- Boulenger, 1920 : Reptiles and batrachians collected in Korinchi, west Sumatra, by Messrs. H. C. Robinson and C. Boden Kloss. Journal of the Federated Malay States Museums, vol. 8, no 2, p. 285–296.